# Vahrenwalder Heide

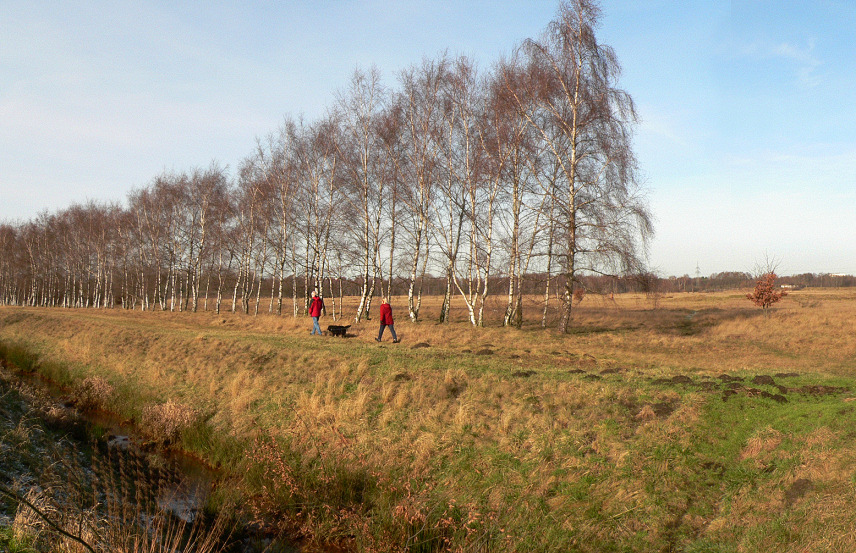
Grüngelände der Vahrenwalder Heide

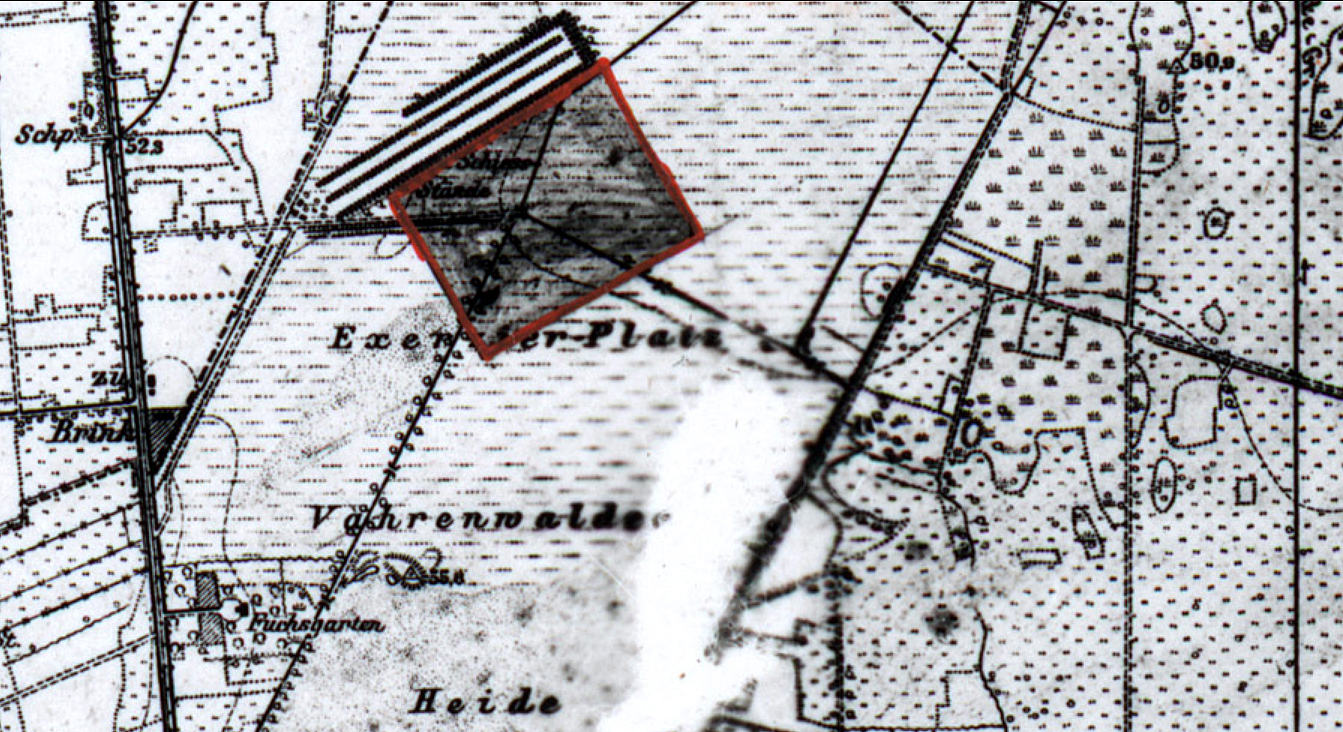
Um 1917: Kartenausschnitt aus dem Flugplatz-Atlas mit dem Exerzier-Platz an Stelle des späteren Flughafens

Die Vahrenwalder Heide ist Teil des Stadtteils Vahrenheide in Hannover. Zunächst war die Vahrenwalder Heide ein Exerzierplatz der hannoverschen Garnison. Seit Anfang des 20. Jahrhunderts wurde das Gebiet bis zur Expo 2000 im Wesentlichen als Truppenübungsplatz genutzt.

## Geschichte

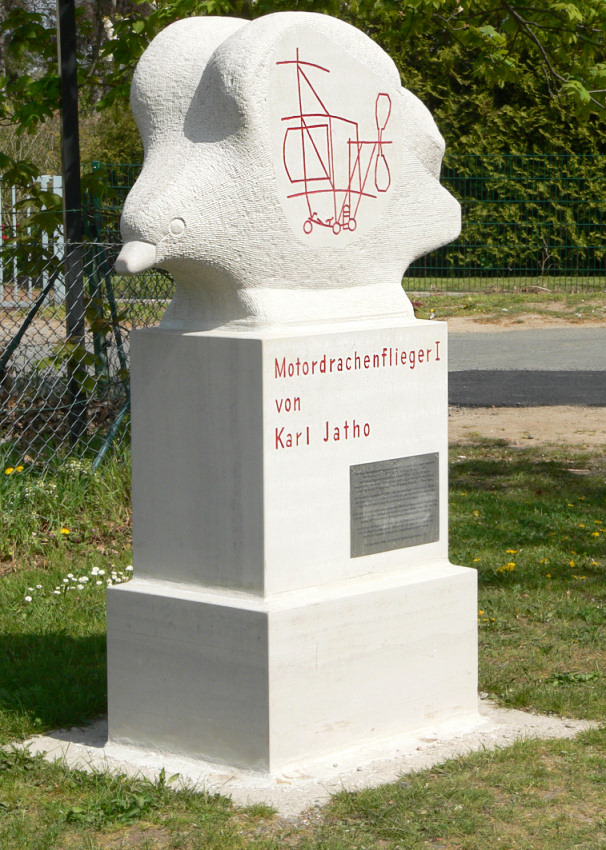
Gedenkstein für Karl Jatho nahe dem früheren Flugfeld des Flughafens Hannover-Vahrenwald

Bereits um 1900 herum begann Karl Jatho mit seinen Flugversuchen auf einem selbst angelegten Flugfeld auf der Vahrenwalder Heide. Aus diesen Anfängen entstand auf dem Gelände später der Flughafen Hannover-Vahrenwald als erster Flughafen Hannovers. Er war bis zum Ende des Zweiten Weltkriegs in Betrieb. Während des Krieges wurde er durch Bombenangriffe stark zerstört. Nach dem Krieg war er wegen der umliegenden Bebauung nicht mehr ausbaufähig und wurde aufgegeben. Etwa 5,5 Kilometer weiter nordwestlich wurde auf einem erweiterungsfähigen Gebiet außerhalb der Stadt Hannover der Flughafen Hannover eingerichtet.

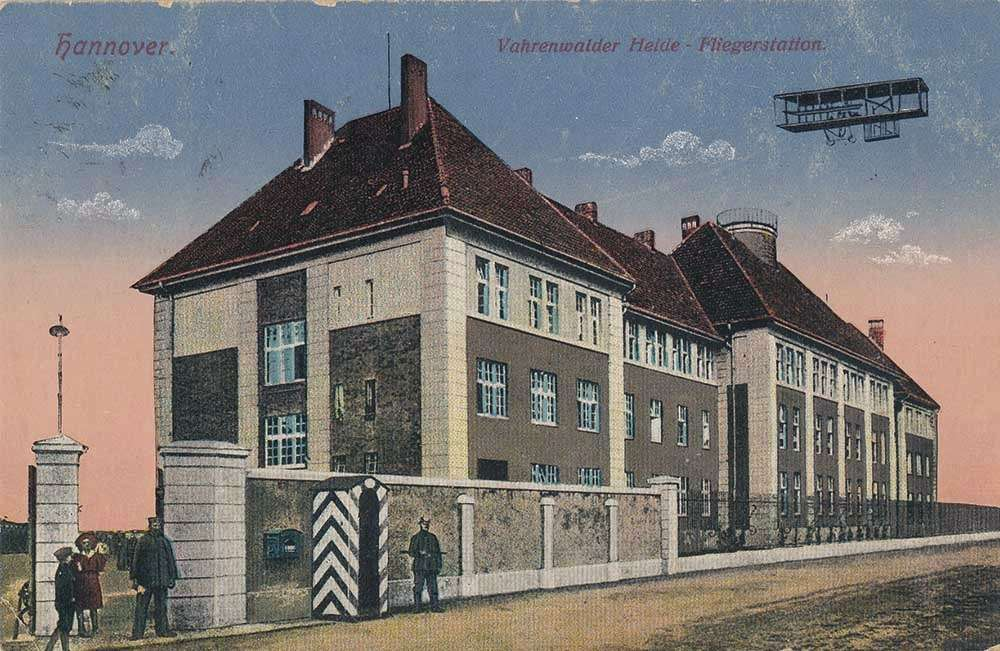
Vahrenwalder Heide – Fliegerstation kolorierte Ansichtskarte, um 1914
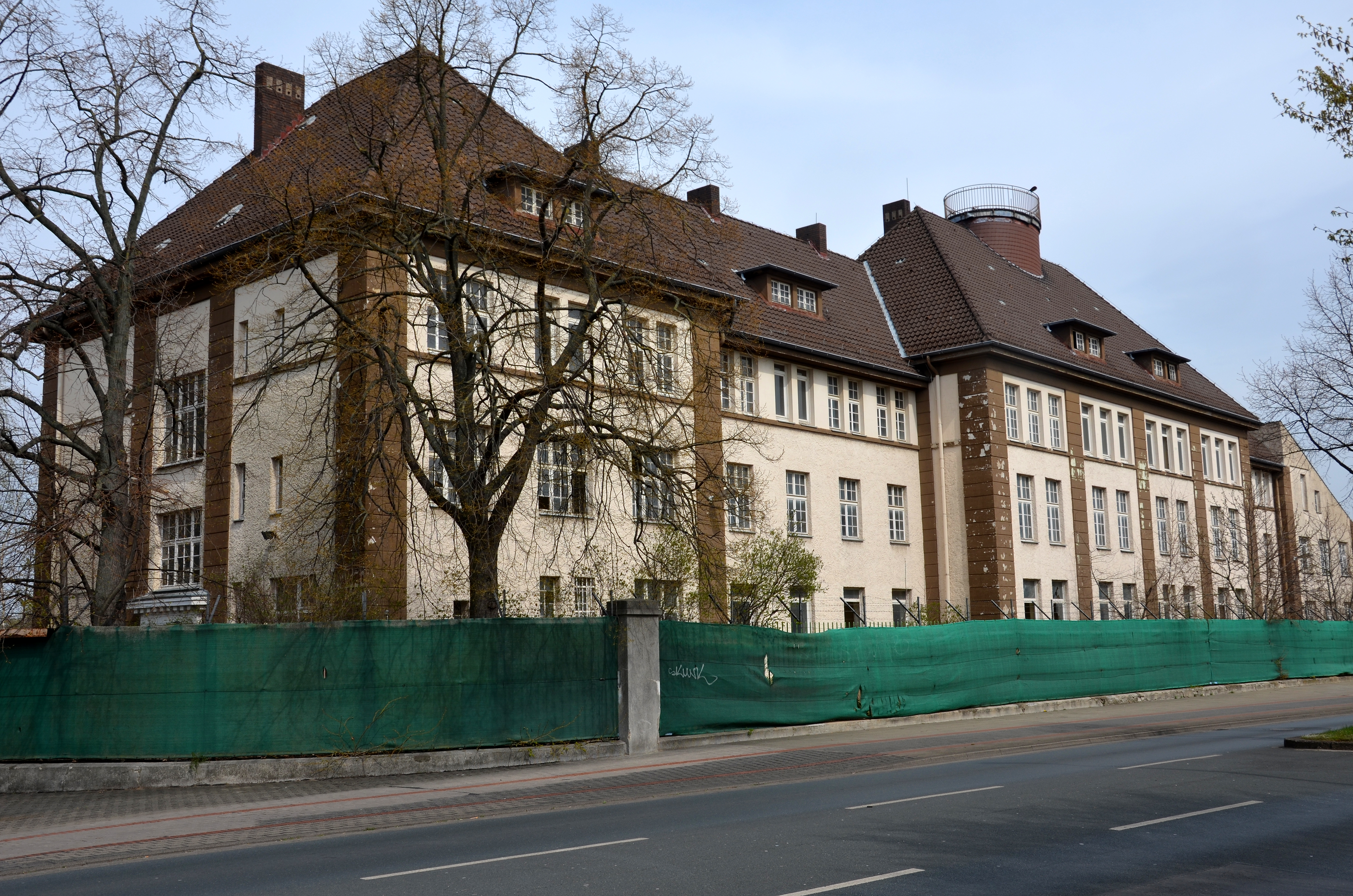
Dasselbe Gebäude Anfang 2015 am Kugelfangtrift auf dem Gelände der Hauptfeldwebel-Lagenstein-Kaserne
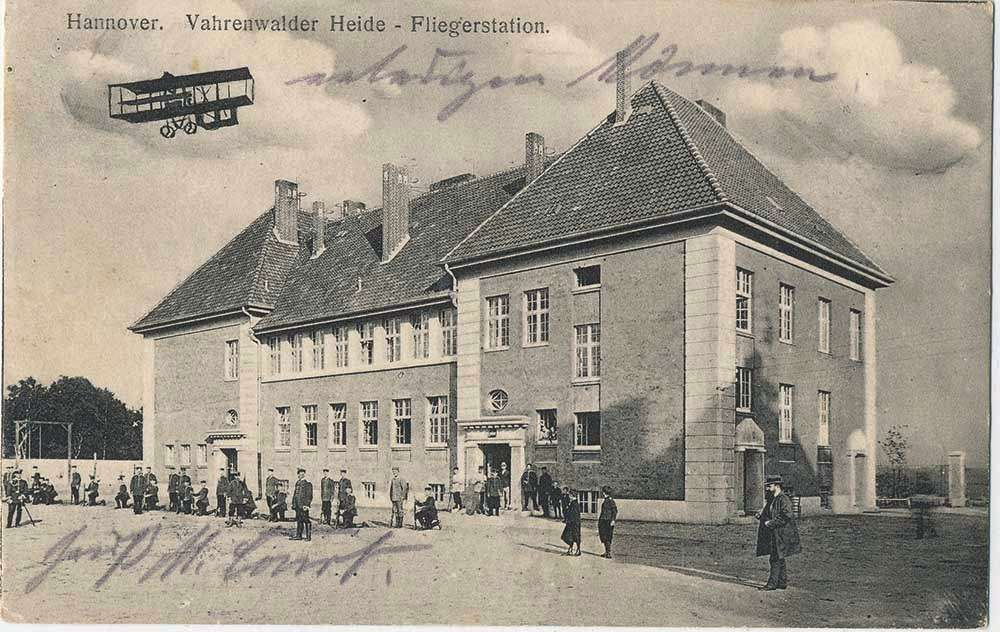
Ein Nebengebäude, wiederum mit einmontiertem Doppeldecker

Nach dem Krieg entstand auf der Vahrenwalder Heide der Stadtteil Vahrenheide als Ausgleich für die vielen im Zweiten Weltkrieg zerbombten Wohnungen. Heute ist das Gelände wieder als Vahrenwalder Heide in den neuesten Stadtplänen ausgewiesen.

## Sonstiges
Der Flugpionier Gustav Tweer verunglückte am 1. November 1916 tödlich, als er mit seiner Maschine auf die Vahrenwalder Heide stürzte. Tweer flog im Auftrag der Hannoverschen Waggonfabrik einen neuen Flugzeugtyp ein.